# Othresypna oblonga
Othresypna oblonga är en fjärilsart som beskrevs av Emilio Berio 1976-1977 [1977. Othresypna oblonga ingår i släktet Othresypna och familjen nattflyn. Inga underarter finns listade i Catalogue of Life.